# Vũ Thảo
Vũ Thảo, tên đầy đủ là Vũ Văn Thảo (9 tháng 1 năm 1943 – 29 tháng 3 năm 2014), là một nhạc sĩ, giảng viên âm nhạc. Ông nổi tiếng là người sáng tác nhiều nhạc phim nhất Việt Nam, đặc biệt trong lĩnh vực phim truyền hình.
Vũ Thảo lập gia đình vào năm 1972 với bà Nguyễn Minh Nguyệt. Ông có hai người con, trong đó người nổi tiếng nhất là con trai cả Vũ Quang Huy (sinh năm 1974) – bình luận viên bóng đá, nhà báo thể thao. Ngoài bút danh Vũ Thảo, ông còn sử dụng những bút danh khác như Quang Huy, Huy Hạnh (tên ghép từ tên 2 người con), Huy Anh (tên ghép người con trai cả của ông – Quang Huy, và người con trai cả của Khải Hưng – Khải Anh). Vũ Thảo được chẩn đoán ung thư dạ dày vào năm 2012 và qua đời ngày 29 tháng 3 năm 2014 tại Hà Nội.

## Tiểu sử
Vũ Thảo sinh năm 1943 tại Vụ Bản, Nam Định. Cha ông là người Nam Định, mẹ ông là người Hà Tĩnh sở hữu tiệm vàng Vĩnh Thịnh thuộc loại lớn nhất miền Trung thời Pháp thuộc. Sau khi cả gia đình chuyển lên Hà Nội sinh sống, Vũ Thảo theo học và tốt nghiệp khoa kèn thuộc Nhạc viện Hà Nội, rồi tham gia Đoàn ca múa miền Nam với tư cách một nhạc công kèn clarinette. Sau đó, ông được cử đi Tây Bắc tham gia Đoàn ca múa Hòa Bình, rồi trở về cơ quan cũ lúc này đã đổi tên thành Đoàn văn công Quân Giải Phóng. Cùng Đoàn văn công, ông đã tham gia chiến đấu trên nhiều mặt trận, giúp ông tích lũy được nhiều kinh nghiệm sáng tác quý giá.
Sau năm 1975, Vũ Thảo ở lại miền Nam công tác tại Đoàn ca múa Bông Sen (thành phố Hồ Chí Minh). Năm 1977, ông quay trở lại miền Bắc, trở thành nhạc công của Nhà hát Nhạc vũ kịch Việt Nam, đồng thời theo học Khoa sáng tác ở Nhạc viện Hà Nội. Trong thời gian này, ông cũng có cơ hội tham gia nhiều vở nhạc kịch kinh điển với sự dàn dựng của chuyên gia Liên Xô. Những bộ phim đầu tiên mà ông viết nhạc là Người thành phố (1985) và Mặt trời bé con (1985) đều của người bạn thân – đạo diễn Khải Hưng. Sau nhiều năm tham gia cộng tác sáng tác nhạc phim, năm 1994, Vũ Thảo công tác tại Đài truyền hình Việt Nam. Tại đây, ông có điều kiện để tham gia viết nhạc phim cho hàng loạt bộ phim nhựa và phim truyền hình nổi tiếng, có thể kể tới Mẹ chồng tôi (1994), Lời nguyền của dòng sông (1992, phỏng theo truyện Mùa hoa cải bên sông của Nguyễn Quang Thiều), Trăng muộn, Giếng làng, Lặng lẽ tuổi trăng tròn (1995), Những người sống bên tôi (1996), Gió qua miền tối sáng (1998), Cuộc phiêu lưu của Ong Vàng (2004),... đặc biệt là loạt phim Cảnh sát hình sự (1997–2010) với ca khúc chủ đề "Những bàn chân lặng lẽ", trình bày bởi ca sĩ Thùy Dung. Hầu hết các sáng tác đều do ông tự viết lời.
Ngoài nhạc phim, ông cũng có nhiều sáng tác khác như giao hưởng thơ Âm thanh cuộc sống, song tấu cho flute và clarinette, tam tấu cho violon, cello và piano.

## Thành tựu
Vũ Thảo được nhiều nguồn tài liệu đánh giá là nhạc sĩ sáng tác nhiều nhạc phim nhất Việt Nam, đặc biệt trong lĩnh vực phim truyền hình. Ngoài ra, ông cũng từng được Hội nhạc sĩ Việt Nam trao giải khí nhạc cho bản tứ tấu kèn vào năm 1987, mặt khác còn có giải thưởng về nhạc thính phòng vào năm 1990 cho Ngũ tấu cho bộ gõ và cor bên cạnh nhiều giải thưởng nhạc phim nhựa, phim truyền hình khác. Trước đó, ông còn từng được tặng thưởng Huân chương chiến sĩ giải phóng, Huân chương chiến sĩ văn hóa, Huân chương kháng chiến chống Mỹ hạng Ba. Sinh thời ngoài các sáng tác nhạc phim, Vũ Thảo không có bất cứ sản phẩm âm nhạc cụ thể nào.
Không chỉ thành công trong lĩnh vực âm nhạc, Vũ Thảo còn là thành viên Hội Điện ảnh Việt Nam. Ông được nhắc tới nhiều nhất trong vai trò người viết kịch bản (và nhạc sĩ) của bộ phim Mẹ chồng tôi dưới bút danh Quang Huy (đạo diễn Khải Hưng). Thành công rất lớn của bộ phim khẳng định tài năng của Vũ Thảo trong một lĩnh vực hoàn toàn không thuộc chuyên môn.

## Sáng tác tiêu biểu
| Ca khúc                  | Phim                               | Ca sĩ trình bày    |
| ------------------------ | ---------------------------------- | ------------------ |
| "Hạnh phúc chiếc lá"     |                                    | Ngọc Anh           |
| "Ru thời con gái"        |                                    | Ngọc Anh           |
| "Lời nguyền"             | Lời nguyền của dòng sông (1992)    | Trọng Thủy         |
| "Con đường của mẹ"       | Mẹ chồng tôi (1994)                | Mai Tuyết          |
| "Lặng lẽ"                | Lặng lẽ tuổi trăng tròn (1995)     | Lê Dung            |
| "Bão giông"              | Gió qua miền tối sáng (1998)       | Quang Huy          |
| "Những bàn chân lặng lẽ" | Cảnh sát hình sự (1999–2010)       | Thùy Dung          |
| "Trăng muộn"             | Trăng muộn (1999)                  | Lê Dung            |
| "Niềm vui Ong Vàng"      | Cuộc phiêu lưu của Ong Vàng (2004) | CLB Họa mi Ba Đình |
| "Mồ hôi mặt trời"        | Lửa than (2007)                    | Thùy Dung          |
| "Phi lao hát"            | Rừng chắn cát (2011)               | Phương Anh         |

## Giải thưởng
- Giải thưởng Hội Nhạc sĩ Việt Nam năm 1990 về nhạc thính phòng cho "Ngũ tấu cho bộ gõ và cor"
- Huy chương Chiến sĩ Văn hóa
- Huân chương Kháng chiến chống Mỹ hạng Ba